# Сара Палфрі-Кук
Сара Палфрі-Кук (англ. Sarah Palfrey Cooke; 18 вересня 1912 — 27 лютого 1996) — колишня американська тенісистка.
Найвищу одиночну позицію світового рейтингу — 4 місце досягла 1934 року.
Здобула 36 одиночних титулів.
Перемагала на турнірах Великого шолома в одиночному, парному та змішаному парному розрядах.

## Фінали турнірів Великого шолома

### Одиночний розряд (2–2)
| Результат | Рік  | Турнір                     | Покриття | Суперниця      | Рахунок       |
| --------- | ---- | -------------------------- | -------- | -------------- | ------------- |
| Поразка   | 1934 | Національний чемпіонат США | Трава    | Гелен Джейкобс | 1–6, 4–6      |
| Поразка   | 1935 | Національний чемпіонат США | Трава    | Гелен Джейкобс | 2–6, 4–6      |
| Перемога  | 1941 | Національний чемпіонат США | Трава    | Полін Бетц     | 7–5, 6–2      |
| Перемога  | 1945 | Національний чемпіонат США | Трава    | Полін Бетц     | 3–6, 8–6, 6–4 |

### Парний розряд (11–3)
| Результат | Рік  | Турнір                     | Покриття | Партнерка             | Суперниці                               | Рахунок       |
| --------- | ---- | -------------------------- | -------- | --------------------- | --------------------------------------- | ------------- |
| Перемога  | 1930 | Національний чемпіонат США | Трава    | Бетті Натголл         | Едіт Кросс Енн Макк'юн Гарпер           | 3–6, 6–3, 7–5 |
| Перемога  | 1932 | Національний чемпіонат США | Трава    | Гелен Джейкобс        | Еліс Марбл Марджорі Моррілл             | 8–6, 6–1      |
| Поразка   | 1934 | Чемпіонат Франції          | Ґрунт    | Гелен Джейкобс        | Сімонн Матьє Елізабет Раян              | 6–3, 4–6, 2–6 |
| Перемога  | 1934 | Національний чемпіонат США | Трава    | Гелен Джейкобс        | Каролін Бабкок Дороті Ендрюс            | 4–6, 6–3, 6–4 |
| Перемога  | 1935 | Національний чемпіонат США | Трава    | Гелен Джейкобс        | Каролін Бабкок Дороті Ендрюс            | 6–4, 6–2      |
| Поразка   | 1936 | Вімблдонський турнір       | Трава    | Гелен Джейкобс        | Кей Стаммерс Фреда Джеймс               | 2–6, 1–6      |
| Поразка   | 1936 | Національний чемпіонат США | Трава    | Гелен Джейкобс        | Марджорі Ґладман Каролін Бабкок         | 7–9, 6–2, 4–6 |
| Перемога  | 1937 | Національний чемпіонат США | Трава    | Еліс Марбл            | Марджорі Ґладман Ван Рін Каролін Бабкок | 7–5, 6–4      |
| Перемога  | 1938 | Вімблдонський турнір       | Трава    | Еліс Марбл            | Сімонн Матьє Біллі Йорк                 | 6–2, 6–3      |
| Перемога  | 1938 | Національний чемпіонат США | Трава    | Еліс Марбл            | Сімонн Матьє Ядвіга Єнджейовська        | 6–8, 6–4, 6–3 |
| Перемога  | 1939 | Вімблдонський турнір       | Трава    | Еліс Марбл            | Гелен Джейкобс Біллі Йорк               | 6–1, 6–0      |
| Перемога  | 1939 | Національний чемпіонат США | Трава    | Еліс Марбл            | Кей Стаммерс Фреда Джеймс Гаммерслі     | 7–5, 8–6      |
| Перемога  | 1940 | Національний чемпіонат США | Трава    | Еліс Марбл            | Дороті Чені Марджорі Ґладман Ван Рін    | 6–4, 6–3      |
| Перемога  | 1941 | Національний чемпіонат США | Трава    | Маргарет Осборн Дюпон | Дороті Банді Полін Бетц                 | 3–6, 6–1, 6–4 |

### Мікст (5–5)
| Результат | Рік  | Турнір                     | Покриття | Партнер        | Суперник і суперниця            | Рахунок        |
| --------- | ---- | -------------------------- | -------- | -------------- | ------------------------------- | -------------- |
| Перемога  | 1932 | Національний чемпіонат США | Трава    | Фред Перрі     | Гелен Джейкобс Елсворт Вайнс    | 6–3, 7–5       |
| Поразка   | 1933 | Національний чемпіонат США | Трава    | Джордж Лот     | Елізабет Раян Елсворт Вайнс     | 9–11, 1–6      |
| Перемога  | 1935 | Національний чемпіонат США | Трава    | Енріке Маєр    | Кей Стаммерс Родеріх Мензел     | 6–4, 4–6, 6–3  |
| Поразка   | 1936 | Вімблдонський турнір       | Трава    | Дон Бадж       | Дороті Раунд Фред Перрі         | 9–7, 5–7, 4–6  |
| Поразка   | 1936 | Національний чемпіонат США | Трава    | Дон Бадж       | Еліс Марбл Джин Мако            | 3–6, 2–6       |
| Перемога  | 1937 | Національний чемпіонат США | Трава    | Дон Бадж       | Сільві Юнґ Анротен Ївон Петра   | 6–2, 8–10, 6–0 |
| Поразка   | 1938 | Вімблдонський турнір       | Трава    | Геннер Генкель | Еліс Марбл Дон Бадж             | 1–6, 4–6       |
| Перемога  | 1939 | Чемпіонат Франції          | Ґрунт    | Елвуд Кук      | Сімонн Матьє Франьйо Кукульєвич | 4–6, 6–1, 7–5  |
| Поразка   | 1939 | Національний чемпіонат США | Трава    | Елвуд Кук      | Еліс Марбл Геррі Гопмен         | 7–9, 1–6       |
| Перемога  | 1941 | Національний чемпіонат США | Трава    | Джек Креймер   | Полін Бетц Боббі Ріґґс          | 4–6, 6–4, 6–4  |

## Часова шкала турнірів Великого шлему в одиночному розряді
| W | Ф | ПФ | ЧФ | #Р | КТ | К# | DNQ | A | NH |

| Турнір               | 1928  | 1929  | 1930  | 1931  | 1932  | 1933  | 1934  | 1935  | 1936  | 1937  | 1938  | 1939  | 1940  | 1941  | 1942  | 1943  | 1944  | 1945  | Career SR | В-П   |
| -------------------- | ----- | ----- | ----- | ----- | ----- | ----- | ----- | ----- | ----- | ----- | ----- | ----- | ----- | ----- | ----- | ----- | ----- | ----- | --------- | ----- |
| Чемпіонат Австралії  |       |       |       |       |       |       |       |       |       |       |       |       |       | NH    | NH    | NH    | NH    | NH    | 0 / 0     | 0–0   |
| Чемпіонат Франції    |       |       |       |       |       |       | 3р    |       |       |       |       | ЧФ    | NH    | R     | R     | R     | R     |       | 0 / 2     | 2–2   |
| Вімблдонський турнір |       |       | 2р    |       | 2р    |       | ЧФ    |       | 2р    |       | ЧФ    | ПФ    | NH    | NH    | NH    | NH    | NH    | NH    | 0 / 6     | 16–6  |
| Чемпіонат США        | 1р    | 3р    | 3р    | 3р    | 2р    | ЧФ    | Ф     | Ф     | 1р    | 1р    | ПФ    | ЧФ    | 3р    | П     |       | ЧФ    |       | П     | 2 / 16    | 40–14 |
| SR                   | 0 / 1 | 0 / 1 | 0 / 2 | 0 / 1 | 0 / 2 | 0 / 1 | 0 / 3 | 0 / 1 | 0 / 2 | 0 / 1 | 0 / 2 | 0 / 3 | 0 / 1 | 1 / 1 | 0 / 0 | 0 / 1 | 0 / 0 | 1 / 1 | 2 / 24    |       |
| В-П                  | 0–1   | 2–1   | 3–2   | 2–1   | 2–2   | 3–1   | 10–3  | 5–1   | 0–2   | 0–1   | 8–2   | 9–3   | 2–1   | 5–0   | 0–0   | 2–1   | 0–0   | 5–0   |           | 58–22 |

R = турнір обмежувався внутрішнім чемпіонатом Франції й відбувався під німецькою окупацією.